# Jürgen Runge (Geograph)

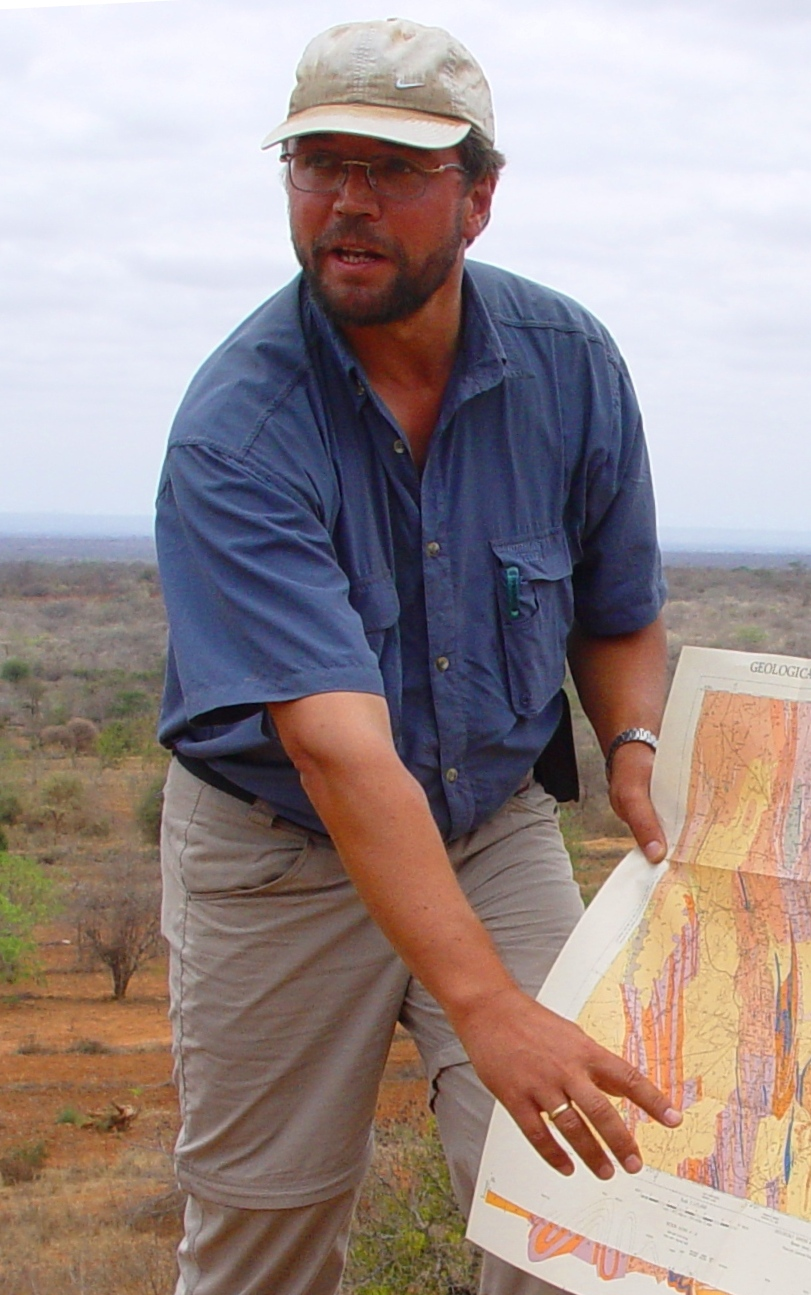
Jürgen Runge, 2004

Jürgen Runge (* 1962 in Bamberg) ist ein deutscher Physiogeograph und Geomorphologe mit Spezialisierung auf das subsaharische Afrika. Er hat seit 2000 eine Professur für Physische Geographie und Geoökologie an der Johann Wolfgang Goethe-Universität in Frankfurt am Main inne. Hier wurde er 2003 Gründungsdirektor, später Vizedirektor (2005, 2012) und Direktor (2013) des Zentrums für interdisziplinäre Afrikaforschung (ZIAF). Er gibt als Chief Editor seit 2005 die wissenschaftliche Fachzeitschrift Palaeoecology of Africa heraus und ist Präsident der Frankfurter Geographischen Gesellschaft e. V. (FGG).

## Werdegang
Jürgen Runge studierte von 1981 bis 1983 Geographie, Bodenkunde, Geologie und Botanik an der Justus-Liebig-Universität Gießen; dann von 1984 bis 1986 Geographie, Botanik, Tropische Agrar- und Forstwissenschaft an der Georg-August-Universität in Göttingen, wo er mit dem Diplom abschloss. Er war Stipendiat im Graduiertenförderungsprogramm des Landes Niedersachsen und promovierte bei  Jürgen Hövermann  im November 1989 über die Morphogenese und Morphodynamik in Nord-Togo, Westafrika. Es folgte ab 1990 eine wissenschaftliche Assistenz an der Universität Paderborn bei Hans-Karl Barth. Hier wurde er 2000 habilitiert und erhielt im selben Jahr einen Ruf auf eine Professur für Physische Geographie und Geoökologie an die Universität Frankfurt.

## Arbeitsschwerpunkte
Runge erforschte von 1991 bis 1994 in der Region Kivu im Osten der Demokratischen Republik Kongo mehrere Meter mächtige, vielschichtige und stark verwitterte Pedisedimente, die über Kilometer im Zuge von Straßenbauarbeiten aufgeschlossen waren. In mehreren Metern Tiefe konnte er sehr seltene fossile Baumstämme identifizieren, die in die letzte Eiszeit (Last Glacial Maximum, LGM, s. a. Eiszeitalter) datiert werden konnten. Dieser Fund beweist, dass es in dem feuchttropischen Raum während der letzten Eiszeit keine morphodynamisch stabile Boden- und Sedimententwicklung wie heute gegeben hat. Die Vegetationsdecke war demnach nicht erosionsschützend dicht, sondern ließ Erosion und Akkumulation zu. Damit ist nachgewiesen, dass der Raum ein deutlich trockeneres Klima hatte als heute und kein Rückzugsgebiet (core area) für den Regenwald während der letzten Eiszeit gewesen sein kann. Runge entwickelte in diesem Zusammenhang für den zentralafrikanischen Raum eine synoptische paläoklimatische Karte mit sogenannten Paläoumwelt-Zeitscheiben.
Runge musste seine Arbeiten im Kivu im April 1994 wegen der entstandenen schwierigen politischen Bedingungen, die im Völkermord der Hutu an den Tutsi gipfelte, abbrechen. Seine weiteren Feldforschungen konzentrieren sich ab 1995 auf die Zentralafrikanische Republik und Kamerun. Die Ergebnisse der Forschungsarbeiten verarbeitete er in seiner Habilitationsschrift (2001). Feldforschungen, Kooperationen, Partnerschaften und Projekte in Togo, Zentralafrikanische Republik, Kamerun, Nigeria, Burkina Faso, Kenia, Südafrika und Bénin folgten in den nächsten Jahren. Runge bearbeitet Themen zur Umwelt-, Regenwald-, Savannen- und Klimageschichte und wendet sich seit 2007 verstärkt dem Themenkomplex Rohstoffe und Nachhaltigkeit zu.

## Fachpublikationen (Auswahl)

### Publikationen zur Rohstoff- und Umweltproblematik
- J. Runge: Africa’s Natural Resources, Transparency and Sustainable Management: Storys from the Ground. In: A.T. Salami, O. O. I. Orimoogunje (Hrsg.): Environmental Research and Challenges of Sustainable Development in Nigeria. Obafemi Awolowo University Press, Ile-Ife, Nigeria 2011, S. 1–14.
- J. Runge, J. Shikwati (Hrsg.): Geological Resources and Good Governance in Sub-Saharan Africa. Holistic Approaches to Transparency and Sustainable Development in the Extractive Sector. Taylor & Francis Publ. UK 2011, ISBN 978-0-415-58267-4.
- J. Runge, E. Becker (Hrsg.): Afrika 2010 – Natürliche Ressourcen und nachhaltige (?) Entwicklung. Afrikagruppe deutscher Geowissenschaftler (AdG), Jahrestagung 2010 in Frankfurt. In: Zbl. Geol. Paläont. Teil I, Jg. 2011, Nr. 1/2, S. 1–129.
- J. Runge: Geologische Ressourcen und Transparenz im Rohstoffsektor Zentralafrikas – eine GTZ Fallstudie. In: Zbl. Geol. Paläont. Teil I, Jg. 2008, 1/2, 2010, S. 107–126.
- J. Runge (Hrsg.): Afrika 2000 – Perspektiven für die Geowissenschaften in Forschung und Praxis. Jahrestagung der Afrikagruppe deutscher Geowissenschaftler (AdG) in Paderborn 23.–24. Juni 2000. In: Zbl. Geol. Paläont. Teil 1, 3/4, 2001, S. 275–441.
- J. Runge: Verkehrserschließung und Naturschutz in Regenwaldgebieten am Beispiel der Strecke Kisangani-Bukavu (Zaire). In: Zbl. Geol. Paläont. Teil I, 3-4, 1994, S. 357–371.

### Publikationen zur Landschaftsentwicklung
- J. Runge: African Palaeoenvironments and Geomorphic Landscape Evolution. (= Palaeoecology of Africa. Band 30). 2010, S. 1–306 (Taylor & Francis Publ. UK).
- J. Runge: Des déserts et des forêts: histoire du paysage et du climat de l’Afrique Centrale au Quaternaire Supérieur. In: Géo-Eco-Trop: Revue internationale de géologie, de géographie et d'écologie tropicale. Band 31, 2009, S. 1–18.
- J. Runge: Dynamics of forest ecosystems in Central Africa during the Holocene: Past – Present – Future. (= Palaeoecology of Africa. Band 28). 2008, S. 1–306. (Taylor & Francis Publ., UK).
- J. Runge, J. Eisenberg, M. Sangen: Geomorphic evolution of the Ntem alluvial basin and physiogeographic evidence for Holocene environmental changes in the rain forest of SW Cameroon (Central Africa). In: Z.Geomorph. N.F. Suppl.-Bd. 145, 2006, S. 63–79.
- J. Runge, C.-R. Nguimalet: Physiogeographic features of the Oubangui catchment and environmental trends reflected in discharge and floods at Bangui 1911–1999, Central African Republic. In: Geomorphology. Band 70, 2005, S. 311–324.
- J. Runge, J. Eisenberg, M. Sangen: Ökologischer Wandel und kulturelle Umbrüche in West- und Zentralafrika. In: Geoöko. Band 26, 2005, S. 135–154.
- M. Koko, J. Runge: La dégradation du milieu naturel en République Centrafricaine. In: Z.Geomorph., N.F. Suppl.-Bd. 133, 2003, S. 19–47.
- J. Runge: Holocene landscape history and palaeohydrology evidenced by stable carbon isotope (δ13C) analysis of alluvial sediments in the Mbari valley (5°N/23°E), Central African Republic. In: Catena. Band 48, 2002, S. 67–87.
- J. Runge: Wie alt ist der Regenwald? Umweltgeschichtliche Forschungen im Kongobecken Zentralafrikas. In: Forschung Frankfurt. Nr. 1-2, 2002, S. 22–29.
- J. Runge: Landschaftsgenese und Paläoklima in Zentralafrika. Physiogeographische Untersuchungen zur klimagesteuerten quartären Vegetations- und Geomorphodynamik in Kongo-Zaire (Kivu, Kasai, Oberkongo) und der Zentralafrikanischen Republik (Mbomou). (= Relief-Boden-Paläoklima. 17). 2001, ISBN 3-443-09017-6.
- J. Runge (Hrsg.): Central African Palaeoclimates and Palaeoenvironments. Proceedings of the INQUA-Conference, Durban, South Africa, August 1999. (= Palaeoecology of Africa. Band 27). 2001, S. 1–345, Balkema, Rotterdam, Brookfield.
- J. Runge, T. Tchamié: Inselberge, Rumpfflächen und Sedimente kleiner Einzugsgebiete in Nord-Togo: Altersstellung und morphodynamische Landschaftsgeschichte. In: Zbl. Geol. Paläont. Teil 1, 5/6, 2000, S. 497–508.
- J. Runge, M. Neumer: Dynamique du paysage entre 1955 et 1990 à la limite forêt-savane dans le nord du Zaire, par l’étude de photographies aèriennes et de données LANDSAT-TM. In: M. Sérvant, S. Servant-Vildary (Hrsg.): Dynamique à long terme des écosystèmes forestiers intertropicaux (ECOFIT). UNESCO, IRD, Paris, 2000, S. 311–317.
- J. Runge: Environmental and climatic history of the eastern Kivu area (D.R. Congo, ex Zaire) from 40 ka to the present. In: P. Smolka, W. Volkheimer (Hrsg.): Southern Hemisphere Paleo- and Neoclimates (IGCP 341). Springer, Heidelberg 2000, S. 249–262.
- J. Runge, F. Runge: Phytolithanalytische und klimageschichtliche Untersuchungen im Musisi-Karashoma-Sumpf, Kahuzi-Bièga-Nationalpark, Ost-Kongo (ex. Zaire). In: J. Runge (Hrsg.): Geowissenschaftliche Forschungen in Afrika. (= Paderborner Geographische Schriften. 11). 1998, S. 79–104.
- J. Runge: Rezente und holozäne Vegetations- und Klimadynamik an der Regenwald / Savannengrenze in Nord-Kongo (Zaire) und der Zentralafrikanischen Republik (4°-5°20’N, 23°-25°E). In: Zbl. Geol. Paläont. Teil 1, 1-2, 1998, S. 91–113.
- J. Runge: Palaeoenvironmental interpretation of geomorphological and pedological studies in the rain forest „core-areas“ of eastern Zaire (Central Africa). In: South African Geographical Journal. Band 78, 1996, S. 91–97.
- J. Runge: Lateritic crusts as climate-morphological indicators for the development of planation surfaces – possibilities and limits. In: Z.Geomorph.N.F. Suppl.-Bd. 92, 1993, S. 201–216.
- J. Runge: Geomorphological depressions (Bas-fonds) and present-day erosion processes on the planation surface of Central-Togo, Westafrica. In: Erdkunde. Band 45, 1991, S. 52–65.
- J. Runge: Morphogenese und Morphodynamik in Nord-Togo (9°-11° N) unter dem Einfluss spätquartären Klimawandels. In: Göttinger Geogr. Abh. Band 90, 1990, S. 1–115.
- J. Runge: Les bas-fonds dans la Région Centrale, Togo. In: Notice explicative de la carte thématique Agriculture I,2. GTZ/PNUD. Direction Régionale du Plan et du Développement, Sokodé (Togo), 1984, S. 1–24.

### Publikationen zu wissenschaftlicher Methodik
- J. Runge: Morphographic analysis of Inselbergs in Northern Togo (Westafrica) using high resolution DEMs derived from aerial photographs. In: X. Yang (Hrsg.): Desert and Alpine Environments. Advances in Geomorphology and Palaeoclimatology. China Ocean Press, Beijing 2002, S. 22–34.
- J. Runge, K. Lammers: Bioturbation by termites and Late Quaternary landscape evolution on the Mbomou plateau of the Central African Republic. (= Palaeoecology of Africa. Band 27). 2001, S. 153–169.
- J. Runge: ERS-1 SAR data – applied geological and geomorphological mapping for structural and civil engineering in rain forest areas of eastern D.R. Congo (Kivu), Central Africa. In: Z. Geomorph. N.F., Suppl.-Bd. 124, 2001, S. 69–85.
- J. Runge: Bilanzen zoogener Sedimentakkumulation und Geomorphodynamik auf Rumpfflächen im zentralen und südlichen Afrika. In: Freiburger Geographische Hefte. Band 60, 2000, S. 47–60.
- J. Runge: Global Change in Afrika – Sedimentanalysen und Kohlenstoffisotope entschlüsseln die Umweltgeschichte tropischer Ökosysteme. In: ForschungsForum Paderborn. Band 2, 1999, S. 16–19.
- J. Runge: Lokalisierung und Bewertung von Massivsteinvorkommen für Hoch- und Tiefbauprojekte in den feuchten Tropen. Beispiele angewandter Fernerkundung und tropischer Geomorphologie aus Kamerun und der D.R. Kongo. In: Petermanns Geographische Mitteilungen. Band 143, Nr. 5+6, 1999, S. 449–464.
- F. Runge, J. Runge: Opal phytoliths in East African plants and soils. In: Centro de Ciencias Medioambientales, CSIC (Madrid), Monografias. Band 4, 1997, S. 71–82.
- J. Runge: Geofaktorenanalyse als Grundlage für die Beurteilung von Landnutzungsmustern und Erosionsprozessen in Nord-Togo. (= Paderborner Geographische Studien. 6). 1997, S. 89–170.
- J. Runge: Agrar-Morphopedologische Karten – Hilfsmittel bei der Arealanalyse in den wechselfeuchten Tropen Westafrikas: Beispiele aus Nord-Togo. In: Z.Geomorph.N.F. Suppl.-Bd. 89, 1991, S. 97–110.

### Sonstige Veröffentlichungen
- Republik Togo. Geographische Einblicke zwischen dem Golf von Guinea und der Sudanzone in Westafrika. Shaker Verlag, Aachen 2013, ISBN 978-3-8440-1709-0.
- J. Runge (Hrsg.): .175 Jahre Frankfurter Geographische Gesellschaft e. V. – Ausgewählte Exkursionen zum Entdecken und Nachfahren. 2011.
- J. Runge: Der zentralafrikanische Regenwald: Ein sensitives Ökosystem im Spannungsfeld von forstwirtschaftlicher Nutzung und (sub-)rezenter Klimadynamik. In: R. Glaser, K. Kremb, A. Drescher (Hrsg.): Afrika, Planet Erde. WBG, Darmstadt 2009, S. 199–220.
- J. Runge: The Congo River, Central Africa. In: A. Gupta (Hrsg.): Large Rivers: Geomorphology and Management. John Wiley & Sons, 2007, S. 293–309.
- J. Runge: Vom Diamantenkaiser Bokassa zum General Bozizé – eine zentralafrikanische Krisenregion aus geographischer Sicht. In: Heidelberger Geogr. Gesellschaft Journal. 19+20, 2005, S. 87–98.